# Massimo Del Carlo
Massimo Del Carlo (1848 – Lucca, 1º marzo 1919) è stato un politico e medico italiano.

## Biografia
Di professione medico, fu una delle personalità più influenti della società lucchese tra il XIX e il XX secolo, nonché primario oculista del Regio ospedale.
Dal 1897 sedette in consiglio comunale a Lucca. Fu eletto sindaco di Lucca la prima volta nel dicembre 1903. Tra l'ottobre 1911 e il marzo 1912 esercitò di nuovo le funzioni di sindaco, venendo poi rieletto il 28 ottobre di quell'anno e rimanendo in carica per oltre sei anni fino alla morte avvenuta il 1º marzo 1919.
Sposatosi con Otilia Puccini nel 1872, fu in buoni rapporti con il cognato Giacomo Puccini.